# Marco Borsato
Marco Roberto Borsato (født 21. december 1966 i Alkmaar) er en nederlandsk sanger og skuespiller.
Borsato sang i første omgang på italiensk, men blev først populær da han i 1994 skiftede til at synge på nederlandsk.

## Biografi
Borsato blev født i Alkmaar som søn af Roberto Borsato og Mary de Graaf. Familien flyttede til Italien, hvor faren, Roberto, åbnede en restaurant ved Gardasøen. Roberto Borsato døde i 2009. Marco har tilbragt megen tid i Italien og taler flydende italiensk. 
Borsato brød igennem som sanger, da han den 7. april 1990 vandt talentshowet Soundmixshow med sin udgave af sangen At This Moment af Billy Vera. Fra 1990 udgav han tre italienske album. I 1994 skiftede han så til at synge på nederlandsk (mange af hans sange er oversat fra italiensk). Borsato blev dog først rigtigt populær - og efterfølgende en succesrig kunstner - da han udgav singlen "Dromen zijn bedrog". Sangen nåede førstepladsen på Nederlandse Top 40 og forblev der i 12 uger, hvorved han satte ny nederlandsk rekord, som først 18 år senere blev overgået i 2012. 
Siden 1998 er Marco Borsato ambassadør for fonden War Child, en organisation, der er dedikeret til at hjælpe børn med traumatiske krigserfaringer. Ligeledes i 1998 blev han gift med Leontine Ruiters der er kendt for at være assistent ved det nederlandske version af tv-programmet Lykkehjulet. Sammen har de tre børn: Luca, Senna og Jada.
I 2006 blev Borsatos formue af Quote 500 skønnet på 27 millioner euro. Han skulle dermed være den rigeste sanger i Nederlandene.
Den 23. september 2009 gik virksomheden, han var medejer af, The Entertainment Group, konkurs. Hermed tabte Borsato en stor del af de millioner, som han i de foregående år havde optjent med sine live shows. Et par måneder senere fortsatte han i et ny privat selskab kaldet Musica è Bookinger BV med hjemsted i Abcoude. I januar 2010 fremkom der rygter om, at han i slutningen af 1990'erne havde lavet en skattelykonstruktion, hvormed han havde flyttet en del af sin formue til de Nederlandske Antiller. Han gik i forlig for to millioner euro i 2007.

## Sangkarriere

### 1990-1993: Begyndelsen
Efter at have vundet den nederlandske version af The Soundmixshow den 7. april 1990, skrev han kontrakt med pladeselskabet Polydor. Fra 1990 til 1992 udkom der tre italienske albummer med titlerne Emozioni, Sento og Giorno per giorno. På nær singlen Emozioni, der blev nummer fire i både Top 40 og den Nationale hitparade, opnåede disse albummer kun lidt succes.

### Gennembrud
Da Marco Borsato i 1993 var i fare for at gå i glemmebogen, besluttede han på foranledning af sit pladeselskab sig for at skifte til at synge på nederlandsk. I begyndelsen fik han italienske sange oversætte til nederlandsk eller nyskrevet tekster til dem. I 1994 fik han så endelig sit store gennembrud. Hans første single på nederlandsk "Dromen zijn bedrog" (et cover af "Storie di tutti i giorni" af Riccardo Fogli) slog alle rekorder og nåede førstepladsen på den Nederlandse Top 40, hvor den blev i 12 uger. I Mega Top 50 lå den i 13 uger nummer ét, hvilket gav den en plads i Guinness Book of Records. Et par måneder senere nåede singlen "Waarom nou jij" (et cover af "Quando Finisce Un Amore" af Riccardo Cocciante) ligeledes førstepladsen. Hans første nederlandsksprogede album, Marco, var også en succes og nåede dobbelt platin.

### Yderligere succeser
I 1995 udkom det andet album fra Borsato, Als geen ander (firedobbelt platin). På dette album blev det succesfulde koncept, italienske sange med nederlandsk tekst, fortsat. Numrene "Je hoeft niet naar huis vannacht" (en cover af "You Don't Have to Go Home Tonight" af The Triplets), "Kom maar bij mij" (en cover af "Come Saprei" af Giorgia), "Ik leef niet meer voor jou" (en cover af "Cervo a Primavera" af Riccardo Cocciante), "Vrij zijn" (en cover af "Sempre" af Paolo Vallesi) og "Margherita" (et cover af "Margherita" af Riccardo Cocciante) blev udgivet som singler. Kun "Kom maar bij mij" nåede ikke i top 10 på begge hitlister.
I slutningen af 1996 udkom Borsatos tredje album, De waarheid (seksdobbelt platin). Singlerne "De waarheid" og "Wereld zonder jou", en duet med Trijntje Oosterhuis, blev begge store hits. Samme år spillede han på Parkpop i Haag.
I 1998 vandt Borsato Popprijs (Popprisen), og hans fjerde album, De bestemming (femdobbelt platin) udkom. Herfra nåede singlen "De bestemming" (et cover af "The Destiny" af Celtic Spirit) førstepladsen på både Top-40 og Mega Top 100. Albummets anden single blev "Het water", der sammen med B-siden "Speeltuin" nåede tiendepladsen på Top 40.
I 2000 udkom hans femte album, Luid en duidelijk (5x platina). Den første single, "Binnen", blev nummer 1 på begge hitlister. Den anden single, "Wat is mijn hart", klarede sig ikke så godt og nåede ikke højere end til nummer 16.

### Onderweg
Efter en periode, hvor Borsato ikke var så aktiv, kom han i begyndelsen af 2002 i søgelyset igen. I anledning af brylluppet mellem prins Willem-Alexander og Máxima Zorreguieta indspillede Borsato sammen med Sita (der er kendt fra gruppen K-otic) singlen "Lopen op het water" (en cover af This Mystery af Troy Verges & Hillary Lindsey). Den 1. februar 2002 sang Borsato og Sita sangen for et live-publikum i Amsterdam ArenA. Singlen lå i fire uger på førstepladsen.
I marts 2002 udgav Borsato albummet Onderweg. Senere samme år blev singlen "Zij" udgivet. Den nåede ikke højere end nummer 11. På Mega Top 100 nåede den ottendepladsen. Samme år gav Borsato for første gang tre udsolgte koncerter i De Kuip i Rotterdam.

### Zien
Den 24. januar 2004 kom hans sang "Afscheid nemen bestaat niet" direkte op på førstepladsen på Single Top-100. Et par uger senere nåede "Voorbij", en duet med sangerinden Do, førstepladsen. Den 18. marts 2004 udkom hans sjette album, Zien (firedobbelt platin), selv om det kun blev udgivet i dvd-format.

### Forskellige duetter
I juni 2004 gav Borsato seks udsolgte koncerter i De Kuip. Sammen med rapperen Ali B, en af hans gæsteartister, sang han en redigeret version af sangen "Nooit meer een morgen". Den 25. september 2004 kom live-udgaven af denne version med titlen "Wat zou je doen" førstepladsen på hitlisterne. Provenuet fra singlen gik til War Child. Ved udgangen af 2004 blev Borsato nr. 38 i valget af De grootste Nederlander.
Den 19. marts 2006 modtog Borsato Radio 2-sendetidspris. Forskellige kunstnere var til stede og sang en række Borsato-sange og en sang af sig selv. Dette show blev sendt live på Radio 2, og en uge senere kunne man se det på tv.
I maj 2006 begyndte salget af billetter til Borsatos koncertserie Symphonica in Rosso, der samme år i perioden fra 20. oktober til 4. november fandt sted i GelreDome i Arnhem. De første fire koncerter var hurtigt udsolgt. Til sidst var der ti udsolgte koncerter. Denne serie af koncerter er også udgivet på cd/dvd under navnet Symphonica in Rosso
Med "Rood" opnåede Borsato i 2006 sin tiende førsteplads på de nederlandske hitlister. På Single Top 100 blev "Rood" hans første hit, der gik direkte ind på førstepladsen. Sangen var i Nederlandene den bedst solgte single i 2006. Også i Flandern var Borsatos single en stor succes og lå i 46 uger på hitlisterne, en ny rekord.
Senere i 2006 lavede han en duet med den britiske sanger, Lucie Silvas, af sangen "Everytime I Think of You" (oprindeligt af The Babys). Det var hans ellevte nummer 1-hit.
Fra 1994 til 2006 har Borsatos sange samlet ligget et helt år på førstepladsen på De Nederlandse Top-40.
Borsato har fra 1996 til 2006 vundet alle versioner af TMF Awards som Bedste Nationale Sanger, og prisen blev endda omdøbt til Borsato Award. Han vandt i 2004 og 2005 også den Flamske TMF award for Bedste Internationale Sanger.
I 2007 udgav Borsato et opsamlingsalbum, Borsato Max. Det nåede syvendepladsen på Album Top 100.

### Wit Lichtog The Entertainment Group konkurs
Han fik sin debut som skuespiller i filmen Wit Licht, der havde premiere i december 2008. "Wit Licht" er også navnet på en single fra hans seneste album og blev udgivet 21. april 2008; den lå nummer 1 i tre uger. Desuden gav han igen en serie koncerter, denne gang i GelreDome stadion, og også i sportpaleis i Antwerpen. 
I september 2008 kom Borsatos nye single "Stop de tijd" på førstepladsen. Nummeret gik i lighed med forgængeren, "Wit Licht" efter ni uger ud af Top 40. Den tredje single fra albummet, "Dochters", nåede i november 2008 førstepladsen på Top 40-listen og Single Top 100 og gav ham det fjortende nummer 1-hit på begge lister. I maj 2009 blev det meddelt, at filmen Wit Licht var udtaget til filmfestivalen i Cannes. Virksomheden, som Borsato var medejer af, The Entertainment Group (TEG), gik konkurs i 2009.

### Dromen. Durven. Delen
I maj 2010 lå "Schouder aan Schouder" tre uger nummer 1 på Single Top 100. Det blev hans femtende single på førstepladsen. På Top 40 nåede den kun andenpladsen. Nummeret er en duet med Guus Meeuwis, som også var del af det konkursramte TEG. Nummeret var indspillet som kampsang til VM 2010. Borsato havde i 2010 også et nyt album på vej, og rygterne lyd på at albummet ikke ville være storslået, men intimt. Hans nye album hed Dromen durven delen og udkom 19. november. Men først udkom singlen "Waterkant" den 22. oktober og lå allerede ugen efter på førstepladsen. Albummet fik tredobbelt platin.

### Koncerter og The Voice of Holland
I maj 2011 gav han en serie af koncerter 3Dimensies. Det gjorde han igen i GelreDome i Nederlandene og i Sportpaleis i Antwerpen i Belgien. Han gav i alt ni koncerter: fire i Arnhem og fem i Antwerpen. Kunstnerne Lange Frans, Ben Saunders og Krystl medvirkede også ved disse koncerter. I første omgang var det også meningen, at Laura Jansen skulle medvirke, men 2. maj 2011 blev der meddelt, at hun på grund af stemmeproblemer ikke kunne synge.
Den 21. februar 2011 blev det meddelt, at Borsato ville efterfølge Jeroen van der Boom som coach i The Voice of Holland. I 2012 fik The Voice Kids ligeledes premiere, og Borsato har siden været coach i alle sæsoner. I anden og tredje sæson vandt en af hans elever talentshowet, I 2013 Laura van Kaam og i 2014 Ayoub Maach.
I november 2015 blev det meddelt, at Borsato efter den sjette sæson ville stoppe som coach på The Voice of Holland. Borsato udelukkede dog ikke en comeback. Han blev erstattet af Guus Meeuwis. Han fortsatte sit arbejde for The Voice Kids.

### Stemmebåndspolyp
Den 29. juli 2011 blev det meddelt, at Borsato havde fået en stemmebåndspolyp. I midten af august blev Borsato opereret med succes. Men polyppen viste sig at være større, end man troede, og der var tale om callusdannelse. Borsato meddelte dog, at hans arbejde hos The Voice of Holland kunne fortsætte, ligesom hans efterårsturné ikke skulle aflyses.

### Duizend Spiegels
Efter en lang periode med fravær udsendte han 14. oktober 2013 en ny single "Muziek", der var et samarbejde med bosniske dj Baggi Begovic, på forsiden af albummet benævnt Bag2Bank på grund af samarbejdet med komponisten John Ewbank og rapperen Ali B. Borsato og den nederlandsk-marokkanske rapper havde tidligere arbejdet sammen om hittet "Wat zou je doen". Reaktionerne var blandede, men sangen nåede førstepladsen på iTunes charts og en uge senere ligeledes på Single Top 100, hans syttende nummer et-hit.
Også singlen "Ik zou het zo weer overdoen" med Trijntje Oosterhuis kom på førstepladsen på iTunes charts og senere også på Single Top 100, det attende nummer 1-hit. Duizend Spiegels blev i Nederlandene det bedst sælgende album i 2013.

### Duizend Spiegels Tour og TIA
I januar 2014, lige før en koncert under Vrienden van Amstel Live, fik Borsato en TIA og kunne derfor ikke færdiggøre resten af koncertserien. Duizend Spiegels Tour fortsatte alligevel både i Nederlandene og på Curaçao. På The Voice of Holland vandt i december 2014 pigegruppen O'G3NE, som han var coach for.

## War Child
Borsato har siden 1998 været ambassadør for War Child Nederland. Han støtter War Child med fundraising og pr-aktiviteter og besøger projekter. Han skrev rejsebeskrivelser om sine besøg, blandt andre i Ingusjetien, Kosovo, Sierra Leone og Afghanistan.
For War Child blev "Speeltuin" skrevet – en ode til fred for børn.
Borsato har på mange måder været aktiv for at fortælle om War Childs arbejde med traumatiserede krigsbørn. I februar 2004 var han i Afghanistan for at optage en dokumentarfilm. I juni 2004 indlagde han i sine 16 koncerter i De Kuip i Rotterdam og i Sportpaleis i Antwerpen et punkt, hvor han fortalte om War Childs arbejde. Derudover var han også en vigtig kraft bag organisationen, der organiserede Friends for Warchild-koncerter i Ahoy. Sammen med Ali B står han bag hitsinglen "Wat zou je doen", hvor overskuddet gik til War Child. Også i filmen Wit Licht gør Borsato opmærksom på dette emne.

## Diskografi
| - 1990 Emozioni - 1991 Sento - 1992 Giorno per giorno - 1994 Marco - 1995 Als geen ander - 1997 De waarheid - 1998 De bestemming - 2000 Luid en duidelijk - 2002 Onderweg - 2002 Onderweg: Live in De Kuip - 2004 Zien - 2004 Zien: Live in de Kuip 2004 (CD/DVD) - 2006 Symphonica in Rosso (CD/DVD) - 2008 Wit licht - 2010 Dromen durven delen - 2013 Duizend spiegels - 2015 Evenwicht | - 1990 "Emozione / At This Moment" - 1990 "Una donna cosi" - 1991 "Sento" - 1992 "Un po' bambino" - 1994 "Dromen zijn bedrog" - 1994 "Waarom nou jij" - 1995 "Je hoeft niet naar huis vannacht" - 1995 "You've Got a Friend" (med René Froger og Ruth Jacott) - 1995 "Kom maar bij mij" - 1996 "Ik leef niet meer voor jou" - 1996 "Vrij zijn / Margherita" - 1996 "De waarheid" - 1997 "Wereld zonder jou"(duet med Trijntje Oosterhuis) - 1998 "De bestemming" - 1998 "Het water / De speeltuin" - 1999 "Binnen" - 2000 "Wat is mijn hart" - 2001 "Lopen op het water" (duet med Sita) - 2002 "Zij" - 2003 "Afscheid nemen bestaat niet" - 2004 "Voorbij" (feat. Do) - 2004 "Wat zou je doen?" (duet med Ali B) - 2004 "Laat me gaan" - 2006 "Because We Believe" (duet med Andrea Bocelli) - 2006 "Rood" - 2006 "Everytime I Think of You" (duet med Lucie Silvas) |

## Tv
- The voice of Holland (2011-2016, coach)
- The voice Kids (2012-nu, coach)
- Marco Borsato 25 jaar: is meer dan ik alleen (2016 dokumentarfilm)
- Het Perfecte Plaatje (2016, deltager)
- Diverse gæsteoptrædener

## Priser
- 1990: Vinder Af Soundmixshow
- 1995 t/m 2009: Tolv Edison, herunder fem gange den bedste sanger
- 1996 t/m 2006: Tyve TMF Awards, herunder femten gange TMF Award for bedste nederlandske sanger
- 1997 t/m 2000: Fem Hitkrant Awards, herunder to gange bedste sanger
- 1997: Popprijs
- 1999: Gouden Harp (med John Ewbank)
- 2002: Rembrandt Award for bedste nederlandske sanger
- 2002: Buma Exportprijs
- 2004: Officier in de Orde van Oranje Nassau (på grund af de musikalske bidrag til den nederlandske musikbranchen og engagement for War Child Nederland)
- 2004 og 2005: To Belgiske TMF Awards for bedste internationale sanger
- 2006: Radio 2 Zendtijdprijs
- 2006 og 2007: Tre 3FM Priser, herunder for bedste sanger
- 2010: Årets Twitterer[45]
- 2010: Lifetime Achievement Award
- 2011: 100% NL Award (årets Kunstner)
- 2011: Majoor Bosshardt Præmie
- 2011: Edison Pop Produktion Award
- 2012: 100% NL Award (Hit i år), sammen med Angela Groothuizen, Nick & Simon og VanVelzen som The voice of Holland
- 2012: Martin Luther King/Hi5 Pris[46]
- 2014: 100% NL Award (årets Album) for albummet Duizend Spiegels, 5 februar, 2014
- 2015: 100% NL Award i kategorien "Årets sanger" og "Årets Album" for "Duizend Spiegels".
- 2016: Ticketmaster Award for de flest solgte billetter i 2015/2016
- 2016: 100% NL Award i kategorierne "Årets sanger" og "Årets Album" for "Balance".
- 2017: Buma NL Award for mest succesfulde single ("Breng me naar het water" sammen med Matt Simons)
- 2018: 100% NL Award i kategorien "Årets Album" med albummet "Thuis"

## Rekorder på Nederlandske hitlisterne
- gamle rekorder: fleste uger nummer 1 med én single: Dromen zijn bedrog, 12 uger i Top 40. Rekorden holdt 18 år og blev i august 2012 overgået af Gusttavo Limas Balada der nåede 13 uger på nummer 1.[47][48] I Mega Top 50 har Borsato med 13 uger holdt rekorden i 6 år indtil Que si que no af Jody Bernal i 2000 i hele 15 uger holdt første pladsen. Gusttavo Lima nåede i denne hitliste at stå 14 uger på nummer 1.
- fleste nummer 1-hits i hitlisterne, kategori National:[49][50], (periode 1963 tot heden): 15, som tilsammen nåede op til 61 uger på første pladsen.
- flest efterfølgende singler på førstepladsen: 12 i Single Top 100, 14 i Top 40, 10 på Mega Top 50